# Upplands runinskrifter 135

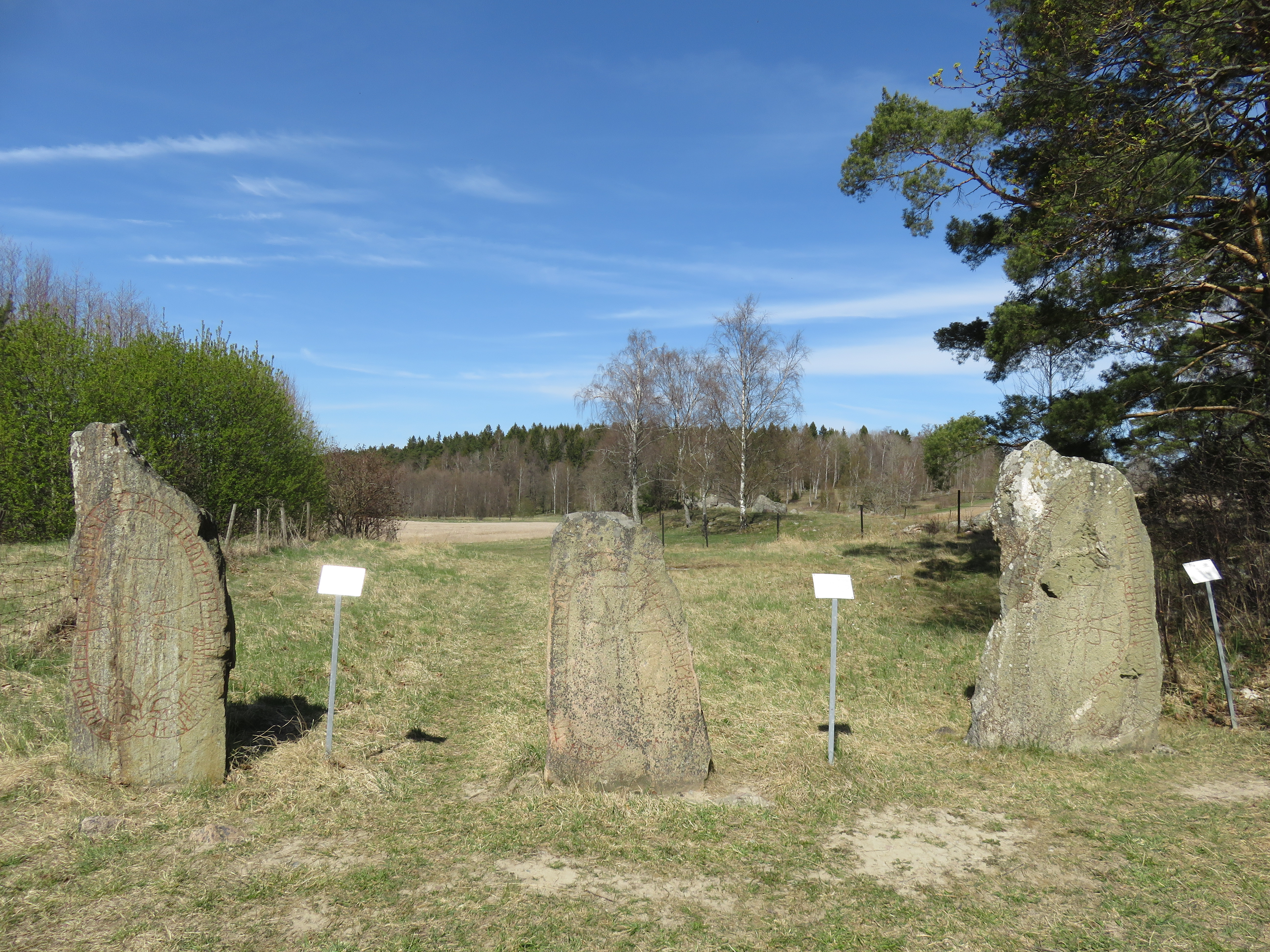
Från vänster: U 136, U 137 och U 135.

Upplands runinskrifter 135 är en vikingatida runsten av granit i Broby, Täby socken och Täby kommun. Stenen utgör en del av ett dubbelmonument tillsammans med U 136.
Runstenen är av ljus granit. Höjden är 2,02 meter och bredd (över korsmitten) 1,03 meter. Ristningen är utmärkt väl bevarad. På samma plats som U 135 och U 136 finns också U 137. Alla tre stenarna på platsen är en del av Jarlabankestenarna.

## Inskriften
Translitterering av runraden:
× ikifastr × auk × austain × auk × suain × litu · raisa + staina þasa · at · austain faþur × sin × auk × bru × þasa karþu × auk × hauk þana ×
Normalisering till runsvenska:
Ingifastr ok Øystæinn ok Svæinn letu ræisa stæina þessa at Øystæin, faður sinn, ok bro þessa gærðu ok haug þenna.
Översättning till nusvenska:
Ingefast och Östen och Sven läto resa dessa stenar efter Östen, sin fader, och de gjorde denna bro och denna hög.
Uttrycket "dessa stenar" syftar till U 135 och U 136 som sålunda har blivit utförda samtidigt och resta på var sin sida om bron. Förutom bron och stenarna nämns att en hög gjorts till Östens minne. Det är emellertid inte tal om någon gravhög eftersom Östen dog "i Grekland", som nämns i ristningen på U 136.